# Lilla liv
Lilla liv är en psalm med text av Py Bäckman och musik av Hans Kennemark. 
Musikarrangemanget i Psalmer i 2000-talets koralbok är gjort av Gunilla Tornving.

## Publicerad som
- Psalmer i 2000-talet som nummer 901 under rubriken "Kyrkliga handlingar".
- Hela familjens psalmbok 2013 som nummer 143 under rubriken "Barn i Guds famn".[1]